# Kouzelník z Evergreen Terrace
Kouzelník z Evergreen Terrace (v anglickém originále The Wizard of Evergreen Terrace) je 2. díl 10. řady (celkem 205.) amerického animovaného seriálu Simpsonovi. Scénář napsal John Swartzwelder a díl režíroval Mark Kirkland. V USA měl premiéru dne 20. září 1998 na stanici Fox Broadcasting Company a v Česku byl poprvé vysílán 24. října 2000 na stanici ČT1.

## Děj
Homer propadá depresi poté, co se dozví, že se dožil poloviny průměrné délky lidského života, aniž by udělal něco užitečného. Jeho rodina se ho snaží rozveselit promítáním filmu o jeho úspěších a speciálním vystoupením postavy KITTa ze seriálu Knight Rider, jehož je Homer fanouškem. Když filmový projektor přestane fungovat, zmíní se Líza, že Thomas Edison vynalezl projektor a mnoho dalších vynálezů. Homer se rozhodne dozvědět se o Edisonovi více a nakonec ho zbožňuje. Ve snaze jít v jeho stopách opustí práci v elektrárně a stane se vynálezcem. 
Rodina neschvaluje několik jeho prvních vynálezů, mezi nimiž je i líčící brokovnice, elektrické kladivo, alarm nepořádku a polohovatelné křeslo se zabudovaným záchodem, což Homera ještě více deprimuje. Líbí se jim však jeden konkrétní vynález, židle se dvěma sklápěcími nohami na opěradle, díky nimž se nedá převrátit dozadu. Homera to povzbudí, dokud si nevšimne, že na plakátu s Edisonem sedí na stejném typu židle. Bart upozorní, že židle není uvedena na seznamu Edisonových vynálezů, což znamená, že o tomto vynálezu nikdy nikomu neřekl. 
Homer a Bart se vydají do Národního historického parku Thomase Edisona ve West Orange ve státě New Jersey, aby elektrickým kladivem zničili křeslo, ale Homer si všimne plakátu Edisona, na kterém se přirovnává k Leonardu da Vincimu, podobně jako se Homer přirovnával k Edisonovi. Cítí, že ho s Edisonem opět pojí vztah, a rozhodne se křeslo nezničit. 
Homer s Bartem se vracejí do Springfieldu, aniž by věděli, že v muzeu nechali Homerovo elektrické kladivo. Později, když rodina sleduje zprávy v televizi, Kent Brockman oznámí, že křeslo a elektrické kladivo byly objeveny v Edisonově muzeu a mají vynést miliony Edisonovým, již tak bohatým dědicům.

## Produkce
Kouzelníka z Evergreen Terrace napsal John Swartzwelder, který měl s producenty seriálu smlouvu na 5 scénářů pro 10. řadu. Přestože to byl on, kdo epizodu napsal, s nápadem na ni přišel Dan Greaney. Greaney založil Homerovu intenzivní posedlost Edisonem na tom, že když byl sám něčím v životě posedlý, obtěžoval a nudil lidi detaily o tom. „Homerův vztah k úspěchům Thomase Edisona je verzí mé vlastní zkušenosti, kdy se snažím zprostředkovat zážitek z věcí, které miluji, tím, že lidi přivádím k šílenství,“ řekl Greaney v audiokomentáři k epizodě na DVD. Rozviklané křeslo byl také Greaneyho nápad; při práci na epizodě se opřel do křesla a spadl dozadu. Jen tak řekl, že by bylo skvělé, kdyby na opěradle židle byly nohy, a někdo ve scenáristické místnosti uvedl, že by to byl skvělý vynález pro Homera.“ Brzy poté, co Greaney přišel s tímto příběhem, ho sdělil Swartzwelderovi, aby z něj udělal scénář. Greaney řekl: „Ani v nejlepším snu by to nemohlo dopadnout tak dobře, jako kdybych to napsal já.“.
Režisérem epizody byl Mark Kirkland. Vzpomíná, že když se zúčastnil čtení této epizody, štáb si myslel, že je „k popukání“, a bylo mu jasné, že to „bude dobrý“ díl. Byla to poslední epizoda, která vznikla během natáčení 9. sezóny, a protože dokončení výroby jednoho dílu trvá několik měsíců, musela se vysílat jako náhradní díl v nadcházející 10. řadě. Bylo rozhodnuto, že Kouzelník z Evergreen Terrace bude premiérovou epizodou 10. sezóny. V důsledku toho se každoroční premiérový večírek konal v Muzeu vědy a techniky v Los Angeles – bylo tradicí, že premiérový večírek souvisel s premiérovým dílem.
Kirkland uvádí, že velký vliv na tuto epizodu měl jeho asistent režie Matthew Nastuk. Ten se do animace výrazně zapojil, protože vyrůstal v New Jersey, kde se nachází Národní historický park Thomase Edisona, který Homer s Bartem navštíví. Aby muzeum vypadalo co nejautentičtěji, Kirkland a Nastuk ho navštívili a pořídili velké množství fotografií, které přinesli zpět do animačního studia. V jednom místě epizody píše Homer na tabuli složité matematické vzorce. Producenti chtěli, aby šlo o skutečné vzorce, a tak se scenárista David X. Cohen spojil s profesorem z Massachusettského technologického institutu, který jim je mohl poskytnout.
V epizodě hostuje herec William Daniels jako KITT, postava ze seriálu Knight Rider, jehož je Homer fanouškem. KITT je uměle inteligentní elektronický počítačový modul instalovaný v automobilu. Poté, co se nepodařilo rozveselit Homera filmovým kotoučem z jeho života, mu v epizodě rodina ukáže video s KITTem. Automobil, který je vidět při jízdě v poušti, říká Homerovi následující: „Ahoj Homere. To jsem já, KITT, z televizního seriálu Knight Rider. Vaše rodina mě požádala, abych vás pozval na velmi zvláštní…“; filmový kotouč se přeruší těsně předtím, než KITT dokončí souvětí. To samozřejmě vede k tomu, že Homer propadne ještě větší depresi. Danielsovo vystoupení v Kouzelníkovi z Evergreen Terrace bylo první a jediné, kdy namluvil KITTa mimo seriál Knight Rider a film Knight Rider 2000. Vzpomíná: „Když jsem svému synovi v New Yorku řekl, že budu hrát v Simpsonových, myslím, že to bylo poprvé, kdy byl opravdu ohromen tím, co dělám. Simpsonovi jsou skvělý seriál a jsem rád, že si v jednom ze svých vtipů vzpomněli na KITTa.“

## Přijetí
V původním americkém vysílání skončil díl v týdnu od 14. do 20. září 1998 na 25. místě v žebříčku sledovanosti s ratingem 8,0 podle agentury Nielsen, což odpovídá přibližně 7,95 milionu diváků v domácnostech. O 25. místo se tak dělil se seriály Beverly Hills 90210 a Kutil Tim. Seriál byl v tom týdnu třetím nejsledovanějším pořadem (remíza s Beverly Hills 90210) na stanici Fox, hned po Ally McBealové a Party of Five.
Kouzelník z Evergreen Terrace získal od kritiků vesměs pozitivní hodnocení. James Plath z DVD Town uvedl, že má silný scénář. Autoři knihy I Can't Believe It's a Bigger and Better Updated Unofficial Simpsons Guide, Warren Martyn a Adrian Wood, díl označili za „úžasnou epizodu, plnou vtipu a šibalského rýpání do našich očekávání ohledně Homerových schopností. Skutečnost, že vymýšlí věci, které ostatní považují za užitečné (a kradou si zásluhy), je zábavná i trochu smutná. Chudák Homer.“ Colin Jacobson napsal pro DVD Movie Guide komentář, že „ačkoli ‚Čaroděj‘ hraničí s územím ‚Homerova potrhlého plánu‘, jeho pokusy vymyslet něco významného nabízejí pobavení. V žádném okamžiku ‚Čaroděj‘ nehrozí, že by se stal zvlášť silnou epizodou, ale v rozumné míře pobaví. Líbí se mi však alarm nepořádku a líčící brokovnice.“
Ačkoli se upoutávka na Školní večírek vysílala o měsíc dříve, Kouzelník z Evergreen Terrace byl oficiální premiérou 10. řady Simpsonových. Don Aucoin z deníku The Boston Globe napsal, že „je potěšující oznámit, že na základě premiéry sezóny Simpsonových slibují zůstat nejspolehlivější půlhodinou smíchu v televizi.“ Podobně David Bianculli z deníku The New York Daily News uvedl, že „Simpsonovi jsou jedním ze seriálů, který rok co rok zůstává svěží a zábavný, živý a překvapivý. Na základě dnešní premiérové sezóny je vidět, že tato úžasná série nehrozí koncem.“ Lauri Githens z The Buffalo News udělil epizodě hodnocení 5/5 a komentoval ji slovy: „Tato cynická, ponurá, ale svým způsobem stále nadějná komedie není s 10. sezónou ani zdaleka v krizi středního věku. Stále je na spadnutí a vtipná. Díky bohu.“ Za nejlepší hlášku epizody označila Homerovu repliku k Marge, když s Bartem odjíždějí do Edisonova muzea: „Jedem do sousedního státu. Vzal jsem si tvou peněženku!“.
Heather Svokosová z deníku Lexington Herald-Leader už tak spokojená nebyla. Uvedla: „Jako vždy je seriál napsaný lépe než většina čehokoli v televizi, ale na premiéru 10. série mě to zrovna nevyvedlo z míry.“. Kromě toho Phil Kloer z deníku The Atlanta Journal udělil epizodě známku C a označil ji za „epizodu mimo“. Komentoval ji slovy, že „nemá takový šmrnc jako většina epizod Simpsonových“. Kloerovi se však líbily Homerovy vynálezy, jako jsou hamburgerové chrániče uší a líčící pistole, a Homerova hláška k Marge, než ji s ní střelí: „Zacpi si obě nosní dírky.“. Marginu reakce po postřelení „Homere! Tys to měl nastavené pro šlapky!“ pochválili The Gazette, DVD Verdict a Ian Jane z DVD Talk, který tuto scénu označil za vrchol epizody.
Britský částicový fyzik Dr. Simon Singh ve své knize The Simpsons and their Mathematical Secrets z roku 2015 napsal, že v epizodě Homer napíše na tabuli rovnici, a „když si ji spočítáte, dostanete hmotnost Higgsova bosonu, která je jen o něco větší, než je skutečná nanohmotnost Higgsova bosonu. Je to docela úžasné, protože Homer tuto předpověď učinil 14 let předtím, než byl objeven.“ Prohlásil, že díky matematickému vzdělání mnoha autorů pořadu se jedná o „nejmatematičtější televizní pořad v hlavním vysílacím čase v historii“ a že by mohl „povzbudit a živit“ mladé lidi se zájmem o matematiku.